# Repubblica Socialista Sovietica Kirghisa
La Repubblica Socialista Sovietica Kirghisa (in kirghiso Кыргыз Советтик Социалисттик Республикасы?, Kırgız Sovettik Sotsialisttik Respublikası; in russo Киргизская Советская Социалистическая Республика?, Kirgizskaja Sovetskaja Socialističeskaja Respublika), anche conosciuta come Kirghizia, fu una repubblica costituente l'Unione Sovietica che esistette dal 1936 fino al 1991, quando fu dichiarata indipendente come Kirghizistan.
Senza sbocco al mare e montagnoso, confinava con il Tagikistan e con la Cina a sud, con l'Uzbekistan ad ovest e con il Kazakistan a nord. Fu governata, dal 1936 al 1990, dal Partito Comunista del Kirghizistan, un ramo del Partito Comunista dell'Unione Sovietica.
Il 15 dicembre 1990 la RSS Kirghisa prese il nome di Repubblica Socialista del Kirghizistan dopo aver dichiarato la propria sovranità. Il 31 agosto 1991 fu trasformata nel Kirghizistan indipendente.

## Etimologia
Il nome della repubblica stabilito nelle Costituzioni del 1937 e del 1978 era Repubblica Socialista Sovietica Kirghisa.
Dal 30 ottobre 1990 al 15 dicembre 1990, ebbe il nome di Repubblica Socialista di Kirghizia (o Kirghizistan), ed in seguito "socialista" venne eliminato e il nome dello stato diventò "Repubblica del Kirghizistan", il nome che porta ancora oggi a seguito dell'indipendenza.

## Storia
Istituita il 14 ottobre 1924 come Oblast' autonoma kara-Kirghisa della Repubblica Socialista Federativa Sovietica Russa, fu trasformato nella Repubblica Socialista Sovietica Autonoma Kirghisa il 1º febbraio 1926, ancora come parte della RSFS Russa. I suoi confini non erano dettati né da barriere linguistiche né etniche.
Il 5 dicembre 1936, con l'adozione della Costituzione sovietica del 1936, divenne una repubblica separata costituente l'URSS con il nome di Repubblica Socialista Sovietica Kirghisa, durante gli ultimi passaggi della delimitazione nazionale nell'Unione Sovietica.
Al momento della formazione dell RSS Kirghisa, il suo territorio era diviso in distretti. Il 21 novembre 1939 vennero creati cinque oblast (regioni): Žalalabad, Ysyk-Köl, Oš, Naryn e Čuj. L'oblast di Naryn venne abolito nel 1962, quando il resto della nazione, con l'eccezione di Oš, venne diviso in distretti. Nel 1970 vennero definiti Ysyk-Köl e Naryn, e nel 1980 Talas. Nel 1988 Naryn e Talas vennero ulteriormente aboliti, per essere ripristinati nel 1990. Allo stesso tempo, Žalalabad e Čuj furono re-istituiti.
Il massacro di Oš del 1990 minò la posizione del primo segretario e lo stesso anno, il 15 dicembre, la RSS Kirghisa fu ricostituita come Repubblica del Kirghizistan, dopo avere dichiarato la propria sovranità. Il 17 marzo 1991 la repubblica sostenne il referendum sulla conservazione dell'URSS con un'affluenza del 95,98%.
Questo tuttavia non si concretizzò: nell'agosto 1991 i golpisti presero il controllo di Mosca. Askar Akayev, il primo Presidente, condannò il colpo di stato e si conquistò la fama di leader democratico. La nazione dichiarò la propria indipendenza il 31 agosto 1991 e l'Unione Sovietica fu sciolta formalmente il 26 dicembre 1991. La Costituzione sovietica del 1977 rimase comunque in vigore anche dopo l'indipendenza e fino al 1993.